# Psychotria fuertesii
Psychotria fuertesii är en måreväxtart som beskrevs av Ignatz Urban. Psychotria fuertesii ingår i släktet Psychotria och familjen måreväxter. Inga underarter finns listade i Catalogue of Life.